# هاري أوينز
هاري أوينز (بالإنجليزية: Harry Owens)‏ هو ملحن وكاتب أغاني أمريكي، ولد في 18 أبريل 1902 في أونيل في الولايات المتحدة، وتوفي في 12 ديسمبر 1986 في يوجين في الولايات المتحدة.

## وصلات خارجية
- هاري أوينز على موقع IMDb (الإنجليزية)
- هاري أوينز على موقع ميوزك برينز (الإنجليزية)
- هاري أوينز على موقع ديسكوغز (الإنجليزية)
- هاري أوينز على موقع قاعدة بيانات الفيلم (الإنجليزية)